# Sylvain Dufour
Sylvain Dufour (Saint-Dié-des-Vosges, 19 de noviembre de 1982) es un deportista francés que compitió en snowboard. Ganó dos medallas de plata en el Campeonato Mundial de Snowboard de 2009, en las pruebas de eslalon paralelo y eslalon gigante paralelo.

## Medallero internacional
| Campeonato Mundial | Campeonato Mundial         | Campeonato Mundial | Campeonato Mundial       |
| Año                | Lugar                      | Medalla            | Competición              |
| ------------------ | -------------------------- | ------------------ | ------------------------ |
| 2009               | Hoengseong (Corea del Sur) | Medalla de plata   | Eslalon paralelo         |
| 2009               | Hoengseong (Corea del Sur) | Medalla de plata   | Eslalon gigante paralelo |